# Coloradoa kashmirica
Coloradoa kashmirica är en insektsart. Coloradoa kashmirica ingår i släktet Coloradoa och familjen långrörsbladlöss. Inga underarter finns listade i Catalogue of Life.